# Bạch tạng ở người
Ở người, bạch tạng (tiếng Anh: albinism có nguồn gốc từ tiếng Latin: albus có nghĩa là "trắng") là một bệnh lý bẩm sinh có đặc trưng là sự thiếu một phần hoặc hoàn toàn sắc tố ở da, tóc và mắt do rối loạn quá trình sinh tổng hợp ra melanin, làm cho da, tóc và mắt của người bệnh có màu nhạt. Da của người bị bạch tạng dễ bị bỏng nắng, do đó dễ bị ung thư da. Ngoài ra, bạch tạng còn gây ra rối loạn thị giác, giảm thị lực và sợ ánh sáng.
Bạch tạng xuất hiện trong hầu hết các sắc dân trên toàn thế giới với tỷ lệ khoảng 1:20000, nhiều nhất là ở Châu Phi với hơn 1:10000. Màu da nhạt của người châu Á và châu Âu là bạch tạng loại 4 do đột biến sinh học trên gen OCA 4, màu tóc vàng và mắt xanh là bạch tạng do đột biến trên gen OCA 2 và vài gen khác.
Đối với động vật có vú kể cả con người thì bạch tạng biểu hiện với mắt, da, tóc hoặc lông có màu nhạt. Đối với các nhóm động vật khác, thì ngoài melanin còn có các sắc tố khác cho nên biểu hiện của bạch tạng không giống nhau. Trong loài chim, màu xanh dương và xanh lục là do sự kết hợp màu của các cấu trúc lông vũ với sắc tố melanin. Màu vàng, cam và đỏ thường là do sắc tố caroten. Màu xanh dương, xanh lục, ánh bạc hoặc ánh kim ở các loài bò sát, lưỡng cư và cá là do sự phản xạ ánh sáng của purin. Màu vàng, cam và đỏ là do caroten và pteridin. Tất cả các sắc tố này đều có thể bị mất đi do đột biến sinh học.

## Dấu hiệu và triệu chứng

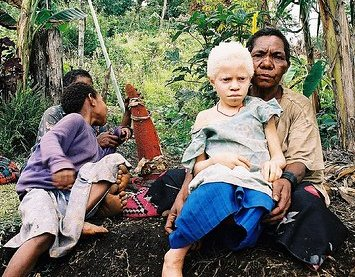
Cô gái Papua New Guinea bị bạch tạng.

Những người mà trong cơ thể hoàn toàn không thể sản xuất ra melanin gọi là bạch tạng toàn phần. Những người này thường có da màu hồng, tóc trắng và mắt màu hồng lẫn xanh dương. Đối với người Trung và Bắc Âu thì bạch tạng toàn phần gây ảnh hưởng nghiêm trọng, bởi vì màu da, tóc và màu mắt quá nhạt làm giảm sự hấp thu bức xạ mặt trời. Bằng cách nhìn bằng mắt thì rất khó phát hiện một người bị bạch tạng một phần tức là cơ thể vẫn còn sản xuất được một phần melanin với những người bình thường, vì vậy có những người bạch tạng một phần vẫn có màu da nâu và mắt nâu nhạt.
Hầu hết những người bị bạch tạng có màu mắt và tóc nhạt hơn so với những người cùng huyết thống (bạch tạng mắt da, oculocutaneous albinism, OCA), ngoài ra còn có trường hợp bạch tạng với bề ngoài bình thường nhưng lại bị những tổn thương thị giác (bạch tạng tại mắt, ocular albinism, OA).

### Màu da
Những người bị bạch tạng có màu da nhạt, vì vậy ở những vùng nhiệt đới rất dễ bị bỏng nắng và dẫn đến ung thư da, các vùng ngoài nhiệt đới ít bị tác hại nhiều do lượng nắng mặt trời ít. Ảnh hưởng của mặt trời đối với mắt không đáng kể.

### Những triệu chứng ảnh hưởng lên thị giác
Trong bạch tạng tại mắt và bạch tạng mắt da toàn phần có các triệu chứng phức tạp và khác nhau ở mắt. Cảm nhận màu sắc bình thường vì bạch tạng không làm ảnh hưởng đến việc hình thành rhodopsin.

#### Màu mắt nhạt

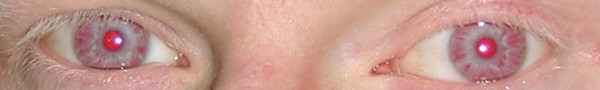
Mắt của người bị bạch tạng toàn phần (OCA1).

Màu mắt của người bị bạch tạng có thể có màu nâu sẫm, nâu nhạt, xanh lá cây hay xanh da trời.
Bạch tạng làm nhạt màu mắt. Bạch tạng toàn phần có thể làm màu mắt chuyển sang xanh nhạt lẫn hồng như hình trên, nhưng điều này hiếm khi xảy ra.

#### Sự nhạy sáng

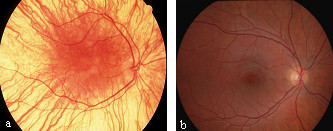
Đáy mắt của người bạch tạng toàn phần (a) và của người bình thường (b)

Khi cơ thể không thể hoặc chỉ sản xuất 1 lượng rất ít melanin thì trong mắt sẽ thiếu sự hiện diện của sắc tố này. Điều này dẫn đến tròng đen của mắt trở nên trong suốt và ánh sáng dễ dàng xuyên qua, do đó một đặc điểm tiêu biểu của những người bị bạch tạng là rất nhạy với ánh sáng chói (sợ ánh sáng, photophobia).

#### Rối loạn thị giác không gian

Hệ thống thị giác của con người. Hình minh họa các đường truyền tín hiệu hình ảnh từ võng mạc 2 mắt đến 2 bán cầu não tương ứng.

Melanin cũng đóng một vai trò trong sự phát triển của thần kinh thị giác. Thông thường thị giác của con người được điều khiển bởi cả hai bán cầu não - mỗi bán cầu nhận được một phần hình ảnh của cả hai mắt cung cấp từ võng mạc. Bằng cách so sánh hai hình ảnh, mỗi bên của não để tính toán khoảng cách của các đối tượng và định hình không gian. Ở những người bị bạch tạng, một phần lớn các dây thần kinh thị giác chuyển tín hiệu lẫn lộn giữa các bán cầu, dẫn đến mất đi mối tương đồng sinh lý giữa các phần trên võng mạc mắt, và hình ảnh liên quan không được bán cầu não tương ứng xử lý.